# Pangerpeton
Pangerpeton sinensis
Genre
Espèce
Pangerpeton est un genre fossile d'amphibiens urodèles (salamandres) ayant vécu au Jurassique en Chine.
Son fossile a été découvert près du village de Wubaiding dans les bancs de Daohugou de la formation de Tiaojishan dans la province chinoise du Liaoning dans le nord-est du pays. L'âge de ces niveaux a été révisé en 2012 par des datations radiométriques argon-argon, à 164 ± 4 Ma à la limite Jurassique moyen - Jurassique supérieur,. 
Une seule espèce est rattachée au genre, Pangerpeton sinensis, décrite en 2006 par Wang Huan et Susan E. Evans.

## Description
Cette salamandre primitive est un peu plus trapue que son proche parent Jeholotriton, en effet elle ne possède que 14 vertèbre pré-sacrées contre 15 ou 16 chez Jeholotriton, et sa tête est proportionnellement plus courte et plus large,. L'holotype est adulte, et mesure environ 4 centimètres de long, sans la queue. Il ne montre pas de branchies externes.

## Paléoenvironnement
Il vivait avec d'autres salamandres primitives, Chunerpeton tianyiensis, Liaoxitriton daohugouensis, Jeholotriton paradoxus et Beiyanerpeton jianpingensis.

## Classification
La position phylogénétique  de Pangerpeton est très discutée, proche selon Wang et S.E. Evans en 2006 du groupe-couronne des urodèles, soit en dehors ou soit en position basale dans le clade des cryptobranchoïdes, en groupe frère avec le genre Jeholotriton du même âge. En 2018, Y.-F. Rong le place parmi les salamandroïdes, également en groupe frère de Jeholotriton.